# Thalassocyon
Genre
Thalassocyon est un genre de mollusques gastéropodes marins de la famille des Ficidae. L'espèce-type est Thalassocyon bonus. 

## Liste d'espèces
Selon World Register of Marine Species (1 octobre 2017) :
- Thalassocyon bonus Barnard, 1960
- Thalassocyon tui Dell, 1967
- Thalassocyon wareni F. Riedel, 2000